# やさしいキスの見つけ方
「やさしいキスの見つけ方」（やさしいキスのみつけかた）は、島谷ひとみの5枚目のシングル。2001年9月12日にavex traxよりリリースされた。
表題曲は、恋人への優しい愛を唄うミディアムチューン。島谷が書いた歌詞に、康珍化が加筆する形で完成した。島谷は「この頃から、カンさんの詞の世界をようやく理解できるようになってきた気がします。大人になればなるほど康さんの歌詞は胸に刺さります。康珍化さんは、私のイメージ、世界観を作って頂いたように思います。」と語っている。2006年のスペシャル・ライブ「crossover II」の際に、公式サイト上にてファンから新たにクロスオーヴァー化して欲しい曲を募ったところ、この曲が1位となり、同ライブで「やさしいキスの見つけ方 (crossover version)」が披露された。なお、このバージョンはCD化されていない。
このシングルの「やさしいキスの見つけ方」と「farewell」は、島谷が作詞に関わった初めての作品である。

## 収録曲
1. やさしいキスの見つけ方
作詞：島谷ひとみ、康珍化／作曲：Face 2 fAKE／編曲：上野圭市
花王ソフィーナ「AUBE」CMソング・テレビ東京系『ASAYAN』エンディングテーマ
2. farewell
作詞：島谷ひとみ／作曲：酒井ミキオ／編曲：鈴木Daichi秀行、酒井ミキオ
3. 解放区 (one love remix)
4. やさしいキスの見つけ方 (Instrumental)
5. farewell (Instrumental)